# Якутская письменность
Яку́тская пи́сьменность (якут. Саха суруга) — письменность, используемая для записи якутского языка. За время своего существования несколько раз меняла свою графическую основу и неоднократно реформировалась. В настоящее время якутская письменность функционирует на кириллице. В истории якутской письменности выделяется 4 этапа:
- до начала 1920-х годов — письменность на основе кириллицы;
- 1917—1929 годы — письменность Новгородова, имеющая в основе латинский алфавит;
- 1929—1939 годы — унифицированный алфавит на латинской основе;
- с 1939 года — письменность на основе кириллицы.

## Ранняя кириллица
Впервые 35 слов якутского языка были опубликованы в книге голландского путешественника Н. Витсена, напечатанной в Амстердаме в 1692 году. Позднее, в XVIII — начале XIX веков ряд других путешественников также публиковал отдельные списки якутских слов (как на кириллице, так и на латинице).
Первой печатной книгой на якутском языке стал «Сокращенный катехизис», напечатанный в Иркутске в 1819 году. В нём для записи якутского языка использовался русский алфавит без каких-либо дополнительных букв. Такой алфавит был неспособен полностью выразить фонетические особенности якутского языка.
В 1851 году академик О. Н. Бётлингк в своей грамматике «Über die Sprache Jakuten» использовал следующий алфавит: А а, Ӓ ӓ, О о, Ӧ ӧ, І і, Ы ы, У у, Ӱ ӱ, К к, Х х, Г г, Ҕ ҕ, Ҥ ҥ, Т т, Д д, Н н, Ч ч, Џ џ, Н' н', П п, Б б, М м, Ј ј, Ɉ ɉ, Р р, Л л, L l, С с, Һ һ. Долгие гласные обозначались чертой над буквой (макроном). Этот алфавит оказался весьма удачным и активно использовался якутской интеллигенцией до начала 1920-х гг. при издании общественно-политической и художественной литературы и в периодической печати. В некоторых изданиях начертания ряда букв менялись. Например иногда вместо Н' н' использовался знак Ԣ ԣ.
В церковных изданиях параллельно использовался другой алфавит, составленный в 1858 году Д. В. Хитровым: А а, Б б, Г г, Д д, Ԫ ԫ, Е е, Ё ё, И и, І і, Й й, К к, Л л, М м, Н н, Ҥ ҥ, О о, П п, Р р, С с, Т т, У у, Х х, Ч ч, Ы ы, Э э, Ю ю, Я я, ъ, ь. Как и в алфавите Бётлингка, долгота гласных обозначалась чертой над буквой.
Помимо этих алфавитов, в отдельных изданиях использовались и другие алфавиты. Так, во всех трёх якутских букварях, изданных в Казани в 1895—1898 годах, используются разные алфавиты (но все на основе кириллицы). Различия в используемых алфавитах были значительны:
- в букваре 1895 г. использовался русский алфавит без букв в, ж, з, ф, ц, ш, щ, ъ, а также дополнительные буквы ӓ, ԫ, ҥ, ӧ, с̇, ӱ, ы̧, я̧.
- в букваре 1897 г. использовался русский алфавит без букв в, ж, з, ф, ц, ш, щ, ъ, а также дополнительные буквы ӓ, ԫ, і, й̵, ԣ, ӧ, с̇, ӱ.
- в букваре 1898 г. использовался русский алфавит без букв в, е, ё, ж, з, и, ф, ц, ш, щ, ъ, ь, э, ю, я, а также дополнительные буквы ӓ, џ, і, й̵, л́, н̍, ԣ, ӧ, ӱ.
- в букваре 1907 г. использовался русский алфавит без букв в, е, ё, ж, з, и, ф, ц, ш, щ, ъ, ь, э, ю, я, а также дополнительные буквы ӓ, џ, і, й̵, л́, ң, ӧ, с̣, ӱ[4].

Также при составлении своего словаря Якутского языка профессором Эдуардом Пекарским был использован алфавит в следующем составе а, ӓ, б, г, ҕ, һ, д, дј, џ, і, ј, ȷ, ɉ, к, л, l, lј, м, н, нј, ӈ, о, ӧ, п, р, с, т, у, ӱ, х, ч, ы, а также использовался макрон над гласными буквами для обозначения долготы звука.
По мнению якутского лингвиста С. А. Новгородова главным недостатком алфавита Бётлингка был переизбыток надстрочных знаков, что вело к трудностями при письме и типографском наборе. Алфавит же Хитрова был плохо приспособлен к фонетике якутского языка и «был приспособлен к русскому читателю».

## Алфавит Новгородова
В 1917 году студент-якут Петроградского университета С. А. Новгородов составил якутский алфавит на основе международного фонетического алфавита. В этом алфавите не было заглавных букв, диакритических знаков и знаков препинания, что, по мнению Новгородова, должно было сделать алфавит более удобным для быстрого письма. Письменность Новгородова должна была быть строго фонетической — как слышится, так и пишется.
Летом того же года якутские национальные и общественные организации обсудили алфавит Новгородова и положительно отозвались о нём. Вскоре на этом алфавите вышел первый букварь, но так как в Якутске не оказалось нужных шрифтов, алфавит букваря пришлось изменить исходя из технических возможностей типографии. Алфавит этого издания включал следующие буквы: a, b, c, d, e, g, ʁ, h, i, ie, j, ɟ, k, l, ʎ, m, n, ng, nj, ɔ, oe, p, q, r, s, t, ɯ, ɯa, u, uo, w, y, з. Кроме того использовался знак : для отображения долгих звуков (как гласных, так и согласных).
В 1920/21 учебном году этот алфавит был официально внедрён в школьное преподавание, на него была переведена якутоязычная газета «Манчары». В 1923 году были изготовлены шрифты для «оригинальной» версии алфавита Новгородова и книгоиздание было переведено на новый шрифт. Вместе с тем ряд якутских учёных и писателей (в частности А. Е. Кулаковский) ратовали за отмену этого алфавита и введения письменности на основе кириллицы.
В 1924 году состоялась широкая дискуссия об усовершенствовании алфавита Новгородова. Среди его недостатков указывались отсутствие заглавных букв и знаков препинания; наличие особых знаков для дифтонгов, усложнявших алфавит; графическое однообразие текста (например sɯmɯ:t, ɯmɯ:, ɯtɯrɯ:, ɯtɯhɯ:). В результате Совет якутской письменности принял решение ввести в алфавит заглавные буквы (в виде увеличенных в два раза строчных букв; в 1926 году они были заменены на «стандартные» заглавные латинские буквы) и знаки препинания, а также изменить начертание ряда знаков. Однако из-за отсутствия шрифтов перевести издательское дело на новый вариант алфавита так и не удалось.
В 1925 году в алфавите было заменено начертание ещё трёх знаков. Однако к этому моменту развернулась кампания за создание унифицированного тюркского алфавита и заказ на новые шрифты был приостановлен. В результате изменения 1924 и 1925 годов на практике коснулись только рукописного текста, а печатный текст набирался шрифтом 1923 года. Такая ситуация продолжалась до 1929 года.

## Унифицированный тюркский алфавит
Прошедший в 1926 году в Баку I тюркологический съезд рекомендовал всем тюркским народам СССР перейти на унифицированный тюркский алфавит («яналиф»). После этого съезда в Якутской АССР была создана транскрипционно-терминологическая комиссия, которая должна была обсудить возможность унификации якутской письменности. Мнения членов комиссии разделились — часть выступала за унификацию, часть против, считая алфавит Новгородова наиболее подходящим для якутского языка. В результате было решено внести в алфавит изменения, сближающие его с «яналифом», но при этом сохранить 14 специфических якутских букв. Об этом представитель Якутии доложил на II пленуме ВЦК нового алфавита.
26 мая 1928 года Комитет якутской письменности при Якутском ЦИК утвердил новый проект якутского алфавита, где неунифицированными оставались 9 знаков. В течение года вопрос об унификации поднимался ещё несколько раз. В 1929 году III пленум ВЦК нового алфавита решил, что в якутском алфавите могут быть оставлены только 2 неунифицированных знака. Наконец 9 марта 1929 года Якутский ЦИК официально утвердил полностью унифицированный якутский алфавит, мотивируя необходимость унификации как политическими, так и культурными и экономическими причинами.
Якутский алфавит 1929—1939 годов:
| A a | B ʙ   | C c | Ç ç | D d | E e | G g | Ƣ ƣ | H h | I i | J j | K k | L l | Lj lj | M m |
| N n | Nj nj | Ꞑ ꞑ | O o | Ө ө | P p | Q q | R r | S s | T t | U u | Y y | Ь ь | '     |     |

Долгие гласные в этом алфавите обозначались удвоением буквы, а дифтонги — сочетанием двух букв.
В 1936 году был разработан проект новой реформы якутского алфавита. Согласно проекту алфавит должен был включать буквы A a, B в, C c, Ç ç, D d, E e, F f, G g, H h, I i, J j, K k, L l,  , M m, N n, Ŋ ŋ, Ꞑ ꞑ, O o, P p, Q q, Ƣ ƣ, R r, S s, Ş ş, T t, U u, V v, Y y, З з, Ƶ ƶ, Ь ь,Ө ө. Долгие гласные предлагалось обозначать макроном. Однако этот проект так и не был реализован.

## Современный якутский алфавит
Во второй половине 1930-х годов начался процесс перевода письменностей народов СССР на кириллицу. В 1938 году началась подготовка создания и якутского кириллического алфавита. В разработке проекта приняли участие сотрудники Якутского НИИ языка и культуры, а также учёные из Ленинграда. По первоначальному проекту новый алфавит должен был содержать только 33 стандартных буквы русского алфавита (при этом буква ө должна была быть заменена на ё, y — на ю, g и ƣ — на г, ç — на дь, ꞑ — на нг, h и s — на с). Однако в ходе обсуждения проекта он был существенно доработан, введены дополнительные буквы для обозначения ряда звуков, и 23 марта 1939 года указом народного комиссара просвещения СССР новый якутский алфавит был утверждён.
Первоначально в этом алфавите использовался знак H h, но так как прописная h совпадала по начертанию с прописной н, то начертание H h вскоре было заменено на Һ һ. С того момента изменений в якутский алфавит не вносилось, изменялись лишь правила орфографии.
Сегодня в якутском языке используется алфавит на основе кириллицы, который содержит весь русский алфавит, плюс пять дополнительных букв: Ҕҕ, Ҥҥ, Өө, Һһ, Үү и два диграфа: Дь дь, Нь нь. Используются также 4 дифтонга: уо, ыа, иэ, үө (в состав алфавита не входят).
Буквы в, е, ё, ж, з, ф, ц, ш, щ используются лишь для написания заимствованных слов.
| А а | Б б | В в | Г г | Ҕ ҕ | Д д | Дь дь | Е е | Ё ё   | Ж ж |
| З з | И и | Й й | К к | Л л | М м | Н н   | Ҥ ҥ | Нь нь | О о |
| Ө ө | П п | Р р | С с | Һ һ | Т т | У у   | Ү ү | Ф ф   | Х х |
| Ц ц | Ч ч | Ш ш | Щ щ | Ъ ъ | Ы ы | Ь ь   | Э э | Ю ю   | Я я |

### Проект реформы
В 1990-е гг. профессором кафедры якутского языка Института языков и культуры народов Северо-Востока РФ (ИЯКН) СВФУ и соавтором академической грамматики современного якутского литературного языка Иваном Алексеевым-Хомус Уйбааном был разработан усовершенствованный алфавит якутского языка. Обновлённый алфавит является восстановленной версией алфавита Новгородова. В алфавит добавлены двойные гласные и дифтонги, помимо этого, был добавлен утраченный носовой звук «й». Обновлённый алфавит был представлен 17 октября 2012 года на конференции «Языковая политика в Республике Саха (Якутия): опыт и перспективы» директором ИЯКН СВФУ, профессором Гавриилом Филипповым, однако вызвал неоднозначную реакцию. По словам Гавриила Филиппова, новый якутский алфавит призван стать более адаптированным к якутскому языку. В 2017 году участниками «круглого стола», организованного профильным комитетом по науке, образованию, культуре, СМИ и делам общественных организаций Государственного собрания (Ил Тумэн), был представлен усовершенствованный алфавит Хомус Уйбаана: А а, аа, Б б, г, ҕ, Д д, Дь дь, И и, ии, иэ, й, ҋ, К к, Л л, М м, Н н, ҥ, Нь нь, О о, оо, Ө ө, өө, П п, р, С с, һ, Т т, У у, уу, уо, Ү ү, үү, үө, Х х, Ч ч, Ы ы, ыы, ыа, Э э, ээ. Дальнейшего развития этот проект не получил.

## Таблица соответствия алфавитов
| Кириллица | МФА       | Латиница 1929—1939 | Алфавит Новгородова | алфавит Бётлингка | Алфавит Хитрова |
| --------- | --------- | ------------------ | ------------------- | ----------------- | --------------- |
| А а       | [a]       | A a                | a                   | А а               | А а             |
| Б б       | [b]       | B в                | b                   | Б б               | Б б             |
| В в       | [v]       | —                  | —                   | —                 | —               |
| Г г       | [g]       | G g                | g                   | Г г               | Г г             |
| Ҕ ҕ       | [ɣ], [ʁ]  | Ƣ ƣ                | ʃ                   | Ҕ ҕ               | —               |
| Д д       | [d]       | D d                | d                   | Д д               | Д д             |
| Дь дь     | [d͡ʒ]      | Ç ç                | з                   | Џ џ               | Ԫ ԫ             |
| Е е       | [e], [je] | —                  | —                   | —                 | Е е             |
| Ё ё       | [jo]      | —                  | —                   | —                 | —               |
| Ж ж       | [ʒ]       | —                  | —                   | —                 | —               |
| З з       | [z]       | —                  | —                   | —                 | —               |
| И и       | [i]       | I i                | i                   | І і               | И и, І і        |
| Й й       | [j]       | J j                | j                   | Ј ј               | Й й             |
| (Ҋ ҋ)     | [j̃]       | —                  | ɟ                   | Ɉ ɉ               | —               |
| К к       | [k]       | K k                | k                   | К к               | К к             |
| Л л       | [l]       | L l                | l                   | Л л               | Л л             |
| (Ль ль)   | [ʎ]       | Lj lj              | ʎ                   | L l               | —               |
| М м       | [m]       | M m                | m                   | М м               | М м             |
| Н н       | [n]       | N n                | n                   | Н н               | Н н             |
| Ҥ ҥ       | [ŋ]       | Ꞑ ꞑ                | ŋ                   | Ҥ ҥ               | Ҥ ҥ             |
| Нь нь     | [ɲ]       | Nj nj              | ɲ                   | Н’ н'             | Нь нь           |
| О о       | [o]       | O o                | ɔ                   | О о               | О о             |
| Ө ө       | [ø]       | Ɵ ɵ                | ꭢ                   | Ӧ ӧ               | Ё ё             |
| П п       | [p]       | P p                | p                   | П п               | П п             |
| Р р       | [r]       | R r                | r                   | Р р               | Р р             |
| С с       | [s]       | S s                | s                   | С с               | С с             |
| Һ һ       | [h]       | H h                | h                   | һ                 | —               |
| Т т       | [t]       | T t                | t                   | Т т               | Т т             |
| У у       | [u]       | U u                | u                   | У у               | У у             |
| Ү ү       | [y]       | Y y                | y                   | Ӱ ӱ               | —               |
| Ф ф       | [f]       | —                  | —                   | —                 | —               |
| Х х       | [q], [x]  | Q q                | q                   | Х х               | Х х             |
| Ц ц       | [ʦ]       | —                  | —                   | —                 | —               |
| Ч ч       | [ʧ]       | C c                | c                   | Ч ч               | Ч ч             |
| Ш ш       | [ʃ]       | —                  | —                   | —                 | —               |
| Щ щ       | [ɕː]      | —                  | —                   | —                 | —               |
| Ъ ъ       | [◌.]      | —                  | —                   | —                 | ъ               |
| Ы ы       | [ɯ]       | Ь ь                | ɯ                   | Ы ы               | Ы ы             |
| Ь ь       | [◌ʲ]      | —                  | —                   | —                 | —               |
| Э э       | [æ], [e]  | E e                | e                   | Ӓ ӓ               | Э э             |
| Ю ю       | [ju]      | —                  | —                   | —                 | Ю ю             |
| Я я       | [ja]      | —                  | —                   | —                 | Я я             |

Современные дифтонги ыа, иэ, уо, үө в алфавите Новгородова обозначались знаками ꭠ, ꭡ, ꭣ и w соответственно.
Примечание: в скобках указаны буквы не предусмотренные современной якутской орфографией, но использованные в различных версиях старой якутской орфографии.